# Botanicus
Botanicus — настільна гра, створена дизайнерами Самуеле Табелліні Феррарі та В’єрі Массейні, з ілюстраціями від Марселя Грьобера та Франца-Георга Штеммеле, видана німецьким видавництвом Hans im Glück у 2024 році. Гра розрахована на 2–4 гравців та має на меті створення гармонійного ботанічного саду шляхом вибору та розташування рослинних тайлів.

## Ігровий процес
У Botanicus гравці змагаються у створенні власного ботанічного саду, використовуючи механіки драфту та викладання тайлів. Кожен учасник обирає рослини з доступного пулу та розміщує їх у своєму саду, прагнучи утворити найвигідніші поєднання для отримання переможних очок. Гра триває кілька раундів, протягом яких гравці коригують свою стратегію відповідно до вибору суперників та наявних ресурсів.

## Відгуки та сприйняття
Botanicus отримала позитивні оцінки за елегантність механік, візуальну привабливість та динамічний ігровий процес. Вона потрапила до рекомендаційного списку премії Spiel des Jahres, де гру відзначили як сучасний приклад настільної гри, здатної об’єднати сім’ю та друзів за спільним столом. Оглядачі TechRaptor підкреслили легкість засвоєння правил, що робить гру доступною для новачків, водночас пропонуючи достатньо глибини для досвідчених гравців. Рецензія The Fandomentals зазначила варіативність стратегій та високий рівень реіграбельності.